# Stefan Nigro
Stefan Nigro (Ballarat, 10 agosto 1996) è un calciatore australiano con cittadinanza italiana, difensore dei Preston Lions.

## Carriera
Stefan è entrato a far parte della squadra giovanile del Melbourne Victory - il club di cui era da lungo tempo sostenitore - prima della stagione 2015 della National Premier Leagues Victoria 2 . Nella stagione di A-League 2015-2016 ha debuttato in 3 partite con la prima squadra.
Nel giugno del 2016, il Victory ha annunciato di aver firmato un contratto di due anni con il giocatore.

## Palmarès

### Club

#### Competizioni nazionali
- Campionato australiano: 2

Melbourne Victory: 2014-2015, 2017-2018
- FFA Cup: 1

Melbourne Victory: 2015